# Leptomacquartia planifrons
Leptomacquartia planifrons är en tvåvingeart som beskrevs av Townsend 1919. Leptomacquartia planifrons ingår i släktet Leptomacquartia och familjen parasitflugor.
Artens utbredningsområde är Peru. Inga underarter finns listade i Catalogue of Life.